# Кричи и снова кричи
«Кричи и снова кричи» (англ. Scream and Scream Again) — фильм режиссёра Гордона Хесслера, снятого в стиле фантастической антиутопии с элементами ужасов. Снят на студии Amicus Productions в 1970 году. В финальной сцене картины происходит встреча двух «королей ужаса» — Винсента Прайса и Кристофера Ли.

## Сюжет
Расследование серии убийств, совершенных непонятными сущностями, обладающими невероятной силой, и сопровождающиеся полным обескровливанием трупов, приводят полицию в подпольную лабораторию по производству сверхлюдей из трупов умерших.

## В ролях
- Винсент Прайс — доктор Браунинг
- Кристофер Ли — Фремонт
- Питер Кашинг — Бенедек
- Альфред Маркс — Беллавер
- Кристофер Мэтьюз — Дэвид Сорел
- Джуди Хьюкстейбл — Силвия
- Ютт Стенсгаард — Эрика
- Энтони Ньюлендс — Людвиг
- Джулиан Холлоуэй — Гриффин
- Кеннет Бенда — профессор Кингсмилл
- Джуди Блум — Хелен Бредфорд
- Маршалл Джонс — Конрац
- Питер Саллис — Швайц
- Ута Левка — Джейн
- Клиффорд Эрл — детектив Джимми Джойс
- Найджел Ламберт — Кен Спартен
- Майкл Готард — Кейт
- Дэвид Лодж — детектив Страйклэнд